# Claude de Razilly
Claude de Razilly (tudi Claude de Launay-Razilly), francoski admiral, * 1593, † 1637.
Med francoskimi verskimi vojnami se je bojeval na strani kardinala Richelieuja. Slednji ga je skupaj z bratom Isaacom poslal na misijo, da zasedeta Akadijo po sklenitvi saint-germainskega miru. Leta 1634 je bil imenovan za guvernerja Akadije. Na tem položaju je ostal tri leta, vse do smrti.